# 7 Samurai Sessions -We're Kavki Boiz-
Albums de Miyavi
Miyaviuta ~Dokusou~
(2006) This Iz the Japanese Kabuki Rock
(2008)
7 Samurai Sessions -We're Kavki Boiz- est le 1ermini album de Miyavi, sorti sous le label Universal Records le 18 juillet 2007 au Japon. Il atteint la 44e place du classement de l’Oricon, et reste classé 4 semaines.

## Liste des titres
| 1. | Selfish Love -Aishitekure, Aishiteru Kara- (Selfish love –愛してくれ、愛してるから–)                        | 6:49 |
| 2. | Rock 'N' Roll Is not Dead (邦題：ロックンロールは眠らない)                                                  | 4:15 |
| 3. | Ame ni Utaeba -Pichi Pichi Chapu Chapu Ran Ran Blues- (雨に唄えば ～ピチピチチャプチャプランランブルース～) | 4:28 |
| 4. | Girls, Be Ambitious                                                                                         | 3:46 |
| 5. | Shouri no V-Rock!! (勝利のV-ROCK!!)                                                                         | 5:33 |
| 6. | Ashita, Genki ni Naare (あしタ、元気ニなぁレ)                                                               | 3:29 |
| 7. | Kimi ni Negai Wo (君に願いを)                                                                               | 4:21 |

| 1. | studio recording footage |  |